# Le Chemin vers le quai
Pour plus de détails, voir Fiche technique et Distribution.
Le Chemin vers le quai (Путь к причалу, Put k prichalu) est un film soviétique réalisé par Gueorgui Danielia, sorti en 1962,.

## Fiche technique
- Photographie : Anatoli Nitotchkin
- Musique : Andreï Petrov
- Décors : Alexandre Borisov
- Montage : Mariia Timofeieva
- Pays de production :  Union soviétique
- Date de sortie : 1962